# Flaithrí mac Domnaill
Flaithrí mac Domnaill (mort en 779) est un roi de Connacht issu des Uí Briúin une branche des Connachta. Il est le fils de Domnall mac Cellaig (mort en 728), un précédent roi.Il appartient au Síl Cellaig de Loch Cime un sept des Uí Briúin et règne de 773 à 777.

## Règne
En 775 les Uí Maine sont défaits par les Uí Briun lors de la bataille d'Achad Liac à Cluain Acha Liag, actuellement Killeroran c'est-à-dire le site d'investiture royale des Uí Maine Après cette bataille la loi de Kieran de Clonmacnoise est de nouveau imposée au Connacht. Les Annales d'Ulster relèvent sa mort en 777, mais les historiens contemporains s'accordent pour écrire qu'il abdique cette année là et meurt en 779,

## Sources
- (en) Francis John Byrne, Irish Kings and High-Kings, Londres, Batsford, 1973 (ISBN 0-7134-5882-8)
- (en) T.W Moody, F.X. Martin, F.J. Byrne A New History of Ireland IX Maps, Genealogies, Lists. A companion to Irish History part II . Oxford University Press réédition 2011  (ISBN 9780199593064) Kings of Connacht to 1224 p. 138.
- (en) Charles-Edwards, T.M. Early Christian Ireland. Cambridge (2000) Cambridge University Press.  (ISBN 0-521-36395-0)